# 勝家公司樓
勝家公司樓（俄语：Дом компании «Зингер»），又名書籍之家（俄语：Дом книги），是俄羅斯聖彼得堡的一座建築。勝家公司樓位於涅瓦大街和格里博耶多夫運河的交匯處，喀山主教座堂的正對面。這座建築是聖彼得堡的歷史地標，亦是俄羅斯的正式文化遺產之一。勝家公司樓也是VKontakte公司的總部。

## 歷史
勝家公司樓由建築家帕維爾·蘇佐爾設計，總樓面面積約7,000平方公尺，當時是縫紉機公司勝家衣車的俄羅斯分公司。勝家衣車公司的管理層最初計劃修建一座摩天大樓，類似該公司當時在紐約市修建的總部大廈勝家大樓（高53層，在1908年竣工，是當時的世界第一高樓）。但聖彼得堡的建築規定不允許任何建築的高度超過冬宮（皇宮）；加上聖彼得堡地址鬆軟，使得修建高層建築變得十分困難。蘇佐爾找到了一個雅觀的方案以解決23.5公尺的高度限制：這座六層的新藝術運動建築頂部是一座玻璃塔，塔頂部則是愛沙尼亞人藝術家阿曼達斯·亞當森設計的玻璃球雕塑。玻璃塔足以給人留下深刻印象，但又不至於掩蓋喀山主教座堂或滴血救世主教堂。
1917年之前，這座建築都屬於勝家衣車公司。1904年至1911年，聖彼得堡商業銀行租用了該建築的一大部分。第一次世界大戰期間，美國駐俄大使館曾短暫遷入勝家公司樓內的一層。1919年，在十月革命後不久，這座建築被移交給彼得格勒國家出版社。此後這座建築迅速成為彼得格勒最大的書店，並在1938年更名為「書籍之家」。在列寧格勒圍城戰期間，書籍之家直到1942年11月都維持運營，並在1948年重新開業。2004年至2006年，勝家公司樓暫時關閉，以進行重建。
現在的勝家公司樓是多家公司的所在地，包括書籍之家和勝家咖啡廳。勝家公司樓的上層五層由VKontakte使用，低層的兩層則由書店使用。

勝家公司樓
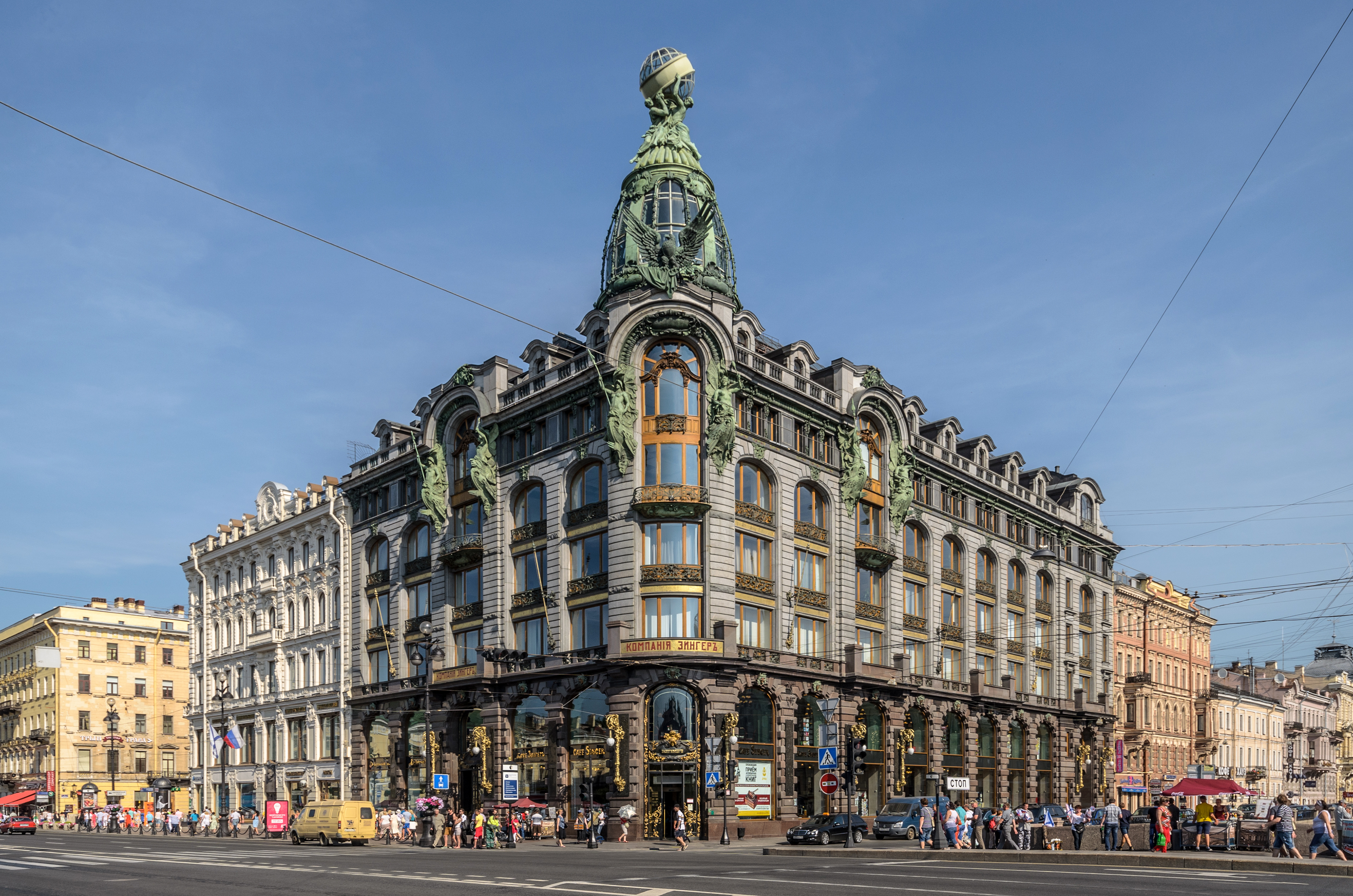
正面
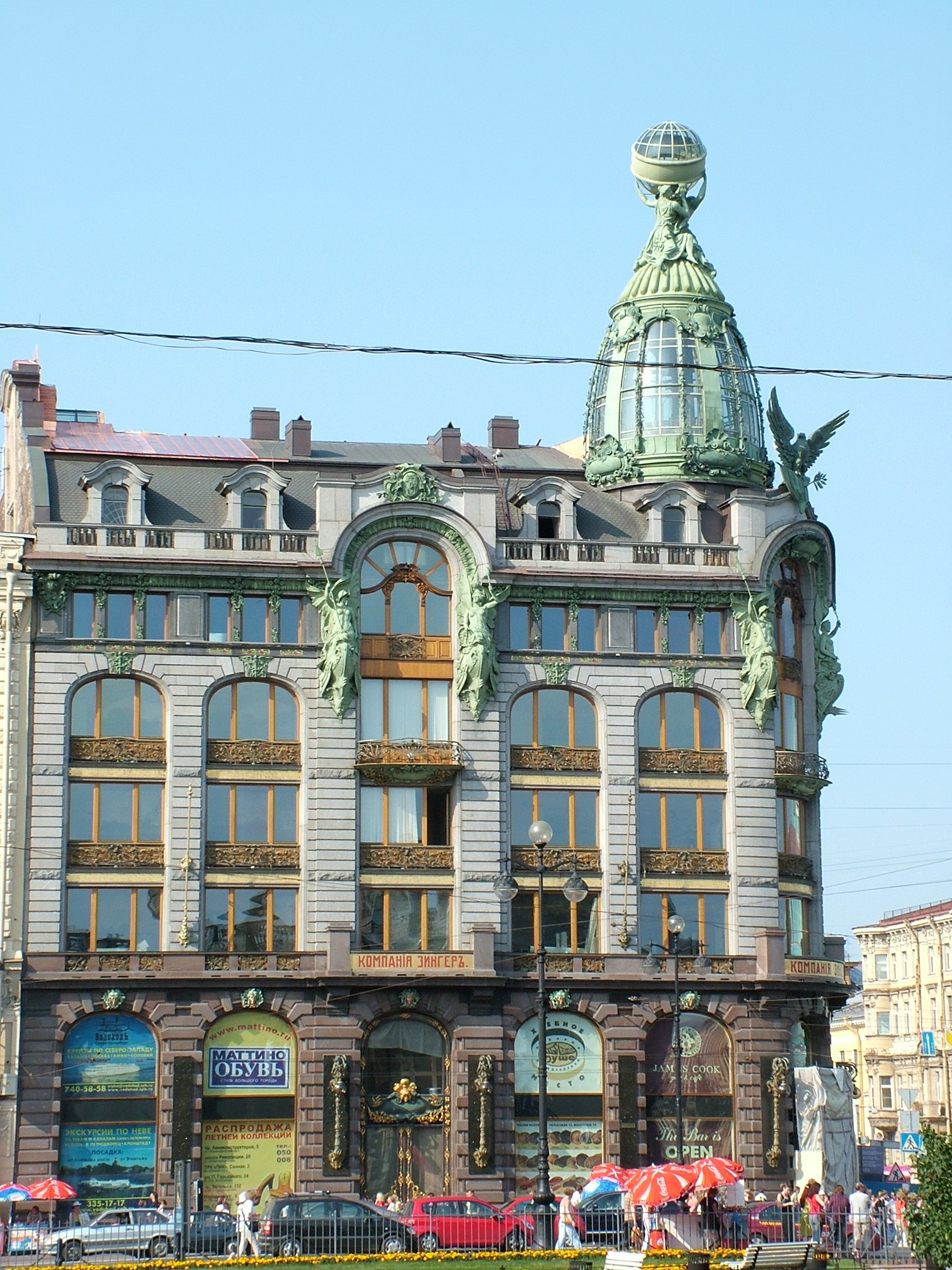
側面
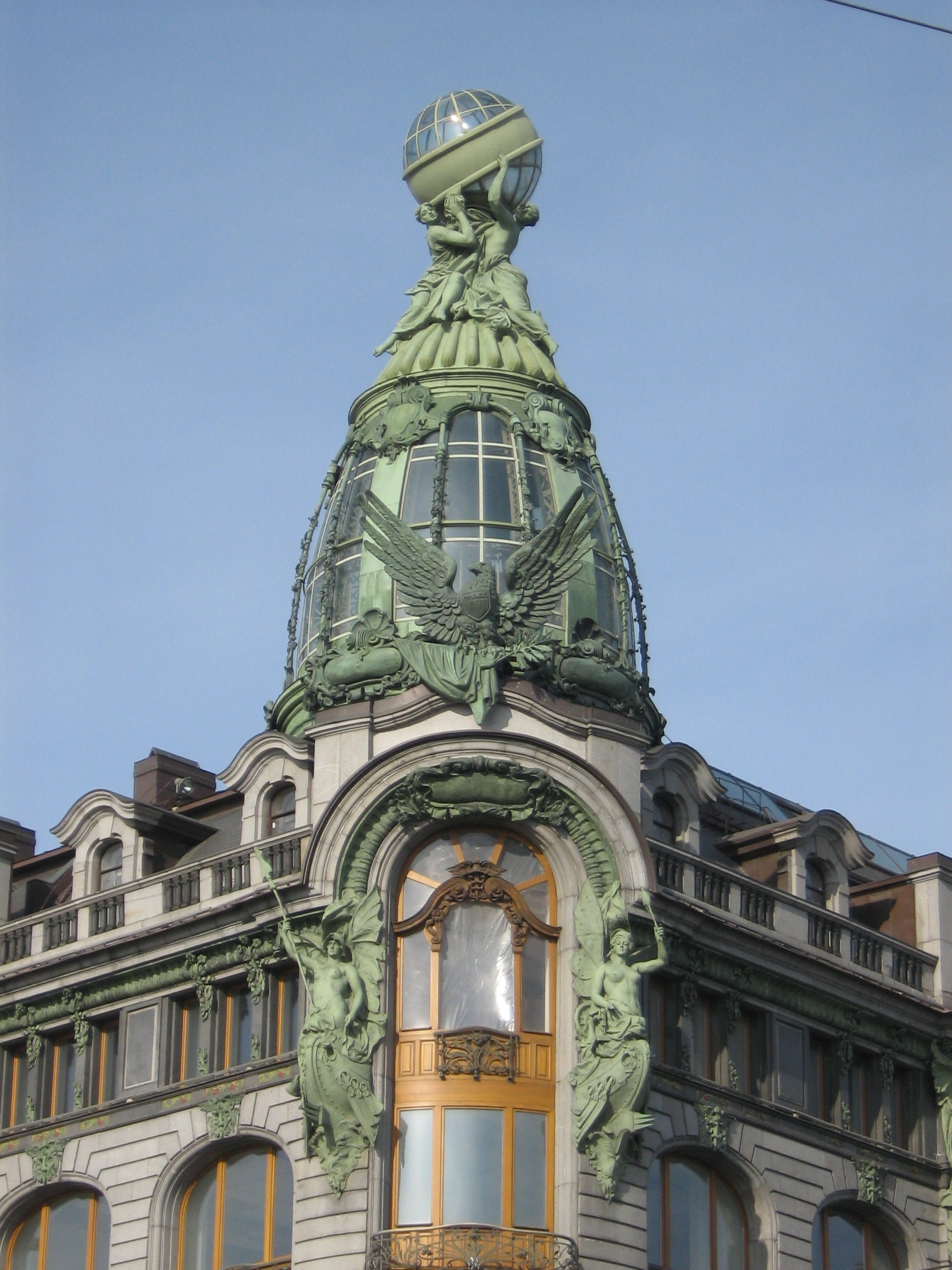
塔頂的玻璃球
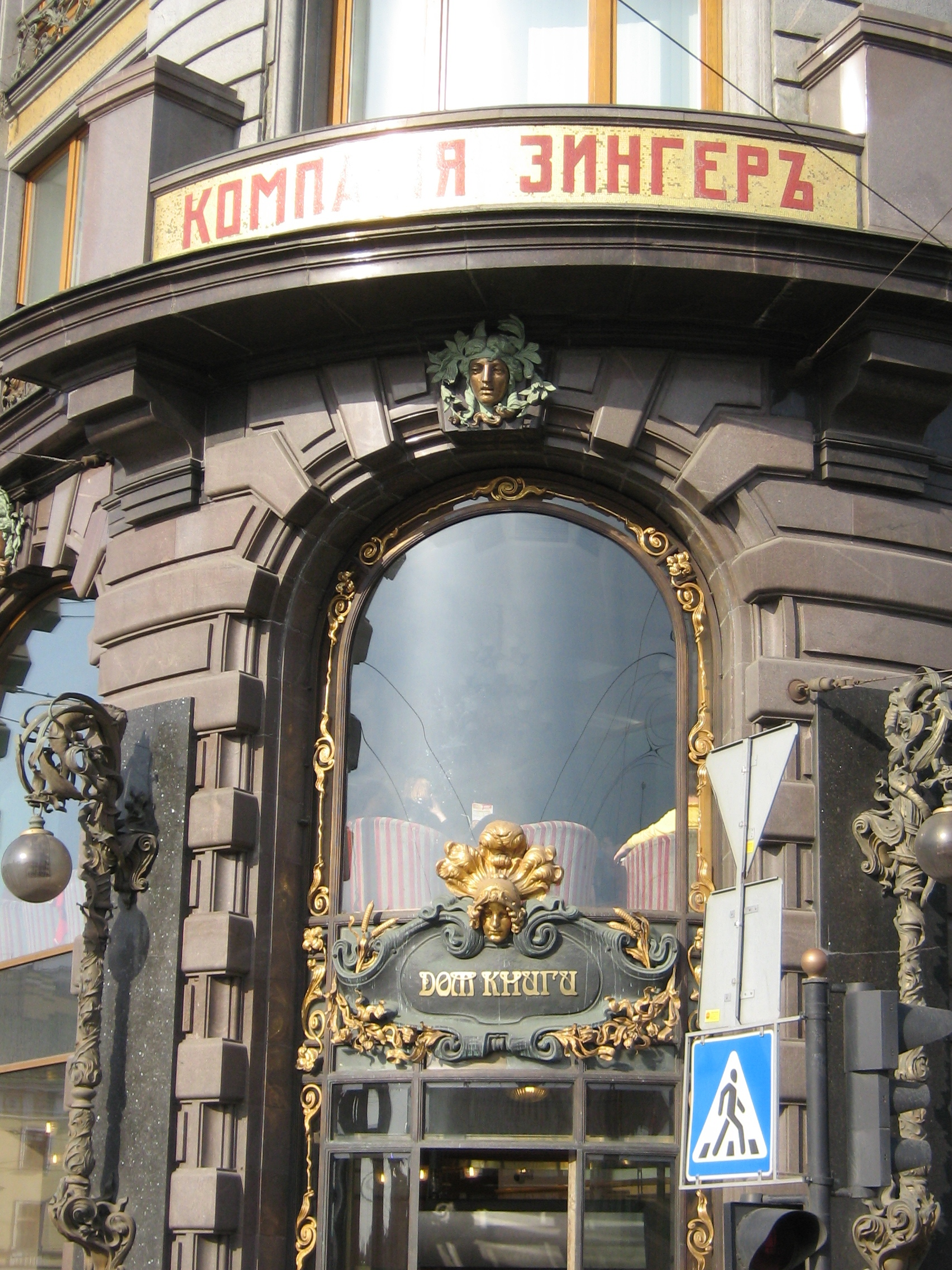
入口
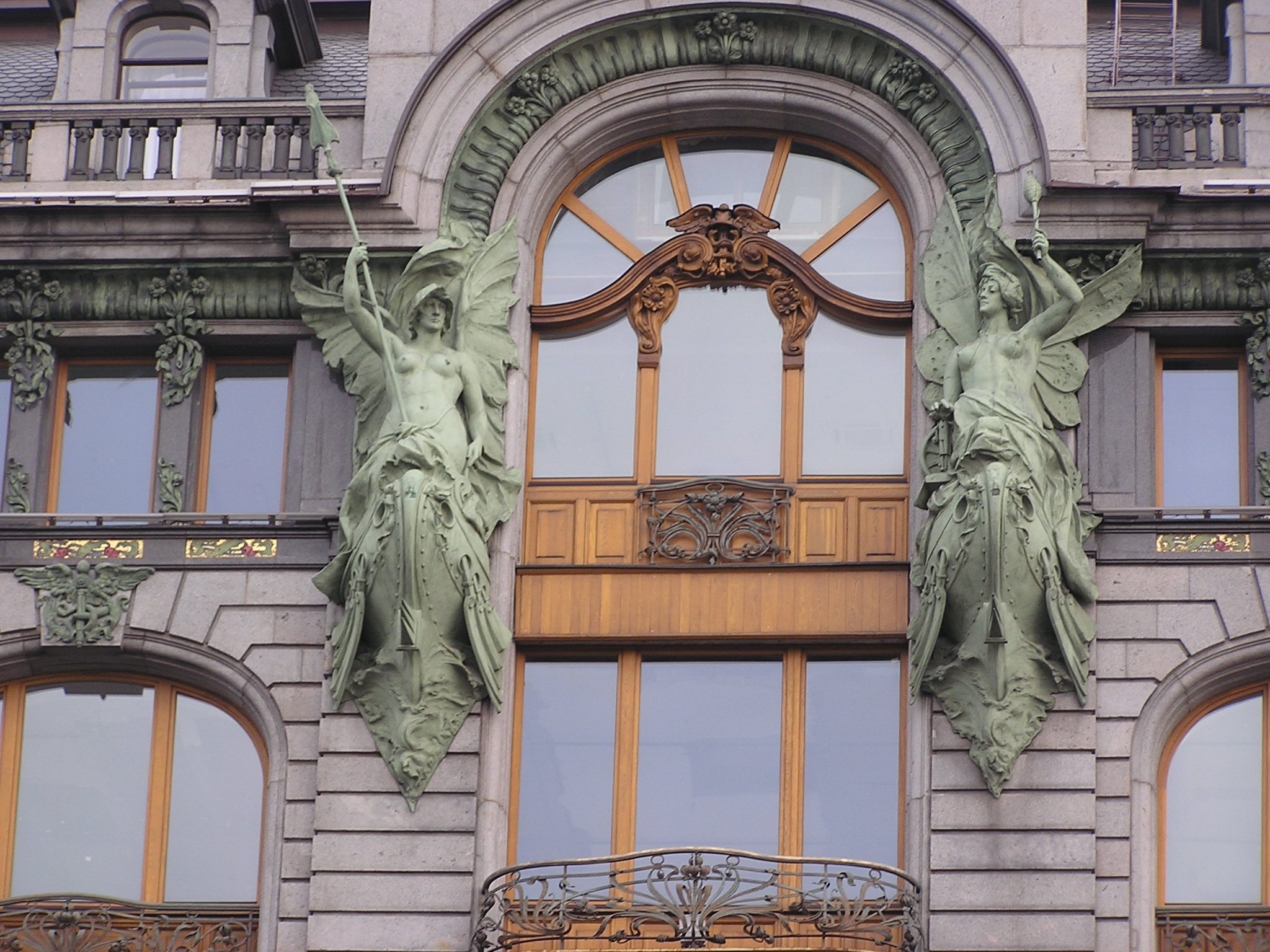
正面的雕塑